# Wonder Ground
Singles de lyrical school
PRIDE
(28 octobre 2014) RUN and RUN
(24 avril 2016)
Wonder Ground (ワンダーグラウンド) est le 10e single du groupe de hip-hop japonais lyrical school et le 8e sous son appellation.

## Détails du single
Le single sort le 21 juillet 2015 sous le label T-Palette Records neuf mois après le single PRIDE. Il sort en sept éditions : une édition régulière et une limitée (CD avec DVD en supplément). Il atteint la 21e place du classement hebdomadaire des ventes de l'Oricon et s'y maintient pendant deux semaines.
La sortie du disque single est annoncée et présenté par les membres du groupe de hip-hop lors du premier jour de l’événement lyrical school tour 2015 « date spot » le 31 mai au Okinawa Cyber-Box.
Le CD-ROM de l'éditions régulière comprend les chansons principales Wonder Ground et sa chanson en face B Avec Summer ainsi que leurs versions instrumentales. Les paroles de Wonder Ground ont été écrites par Little (Kick the Can Crew, UL). Il avait déjà été responsable des chansons des Lyrical School Brand New Day et Rainbow Disco de l’album du groupe SPOT. La musique a été composée et arrangée par Sui qui avait travaillé sur le titre des Momoiro Clover Z The Power figurant sur l’album 5th Dimension.
L’édition limitée est accompagnée d’un DVD bonus comportant la vidéo du live du groupe organisé à l’occasion de la sortie de l'album, SPOT, en avril au Shibuya Sound Museum Vision.
Ce single est le dernier disque du groupe sous la formation du temps du single, avant l'annonce du départ de Hina pour décembre 2015 et avant d'ếtre remplacé par un nouveau membre, Hime, ex-membre de Rhymeberry.

## Formation
Membres crédités sur le single : 
- ayaka (leader)
- yumi
- mei
- ami
- hina
- minan

## Listes des titres
| 1. | Wonder Ground (ワンダーグラウンド) |  |
| 2. | Avec Summer                        |  |
| 3. | Wonder Ground (Instrumental)       |  |
| 4. | Avec Summer (Instrumental)         |  |

| 1. | lyrical school Live Event « Spot » at Sound Museum Vision |  |